# Finlandia ai Giochi della XXXII Olimpiade
La Finlandia ha partecipato ai Giochi della XXXII Olimpiade, che si sono svolti a Tokyo, Giappone, dal 23 luglio all'8 agosto 2021 (inizialmente previsti dal 24 luglio al 9 agosto 2020 ma posticipati per la pandemia di COVID-19) con una delegazione di 45 atleti impegnati in 11 discipline.

## Medaglie
| Riepilogo quotidiano | Riepilogo quotidiano | Riepilogo quotidiano | Riepilogo quotidiano | Riepilogo quotidiano | Riepilogo quotidiano |
| -------------------- | -------------------- | -------------------- | -------------------- | -------------------- | -------------------- |
| Giorno               | Data                 | Oro                  | Argento              | Bronzo               | Totale               |
| 6º                   | 29                   | 0                    | 0                    | 1                    | 1                    |
| 13º                  | 5                    | 0                    | 0                    | 1                    | 1                    |
| Totale               | Totale               | 0                    | 0                    | 2                    | 2                    |

### Medagliere per disciplina
| Sport    | Oro | Argento | Bronzo | Totale |
| -------- | --- | ------- | ------ | ------ |
| Nuoto    | 0   | 0       | 1      | 1      |
| Pugilato | 0   | 0       | 1      | 1      |
| Totale   | 0   | 0       | 2      | 2      |

### Medaglie di bronzo
| Medaglia | Nome           | Sport    | Evento                  |
| -------- | -------------- | -------- | ----------------------- |
| Bronzo   | Matti Mattsson | Nuoto    | 200 metri rana maschili |
| Bronzo   | Mira Potkonen  | Pugilato | Pesi leggeri femminile  |

## Delegazione
| Sport            | Uomini | Donne | Totale |
| ---------------- | ------ | ----- | ------ |
| Atletica leggera | 9      | 12    | 21     |
| Badminton        | 1      | 0     | 1      |
| Equitazione      | 1      | 0     | 1      |
| Golf             | 2      | 2     | 4      |
| Lotta            | 2      | 0     | 2      |
| Nuoto            | 2      | 3     | 5      |
| Pugilato         | 0      | 1     | 1      |
| Skateboard       | 0      | 1     | 1      |
| Tiro             | 2      | 1     | 3      |
| Tiro con l'arco  | 1      | 0     | 1      |
| Vela             | 2      | 3     | 5      |
| Totale           | 22     | 23    | 45     |

## Risultati

### Atletica leggera
Uomini
Eventi su pista e strada
| Atleta          | Evento         | Batteria  | Batteria  | Semifinale | Semifinale | Finale          | Finale          |
| Atleta          | Evento         | Risultato | Posizione | Risultato  | Posizione  | Risultato       | Posizione       |
| --------------- | -------------- | --------- | --------- | ---------- | ---------- | --------------- | --------------- |
| Elmo Lakka      | 110 m ostacoli | 13"48     | 5º q      | 13"67      | 7º         | Non qualificato | Non qualificato |
| Topi Raitanen   | 3000 m siepi   | 8'19"17   | 2º Q      | N.D.       | N.D.       | 8'17"44         | 8º              |
| Jarkko Kinnunen | Marcia 50 km   | N.D.      | N.D.      | N.D.       | N.D.       | 4h04'28"        | 26º             |
| Aleksi Ojala    | Marcia 50 km   | N.D.      | N.D.      | N.D.       | N.D.       | 4h14'02"        | 38º             |
| Aku Partanen    | Marcia 50 km   | N.D.      | N.D.      | N.D.       | N.D.       | 3h52'39"        | 9º              |

Eventi su campo
| Atleta          | Evento                 | Qualificazione | Qualificazione | Finale          | Finale          |
| Atleta          | Evento                 | Risultato      | Posizione      | Risultato       | Posizione       |
| --------------- | ---------------------- | -------------- | -------------- | --------------- | --------------- |
| Kristian Pulli  | Salto in lungo         | 7,96 m         | 12º q          | 7,92 m          | 9º              |
| Lassi Etelätalo | Lancio del giavellotto | 84,50 m        | 5º Q           | 83,28 m         | 8º              |
| Oliver Helander | Lancio del giavellotto | 78,81 m        | 17º            | Non qualificato | Non qualificato |
| Lassi Etelätalo | Lancio del giavellotto | 76,96 m        | 26º            | Non qualificato | Non qualificato |

Donne
Eventi su pista e strada
| Atleta           | Evento         | Batteria  | Batteria  | Semifinale      | Semifinale      | Finale          | Finale          |
| Atleta           | Evento         | Risultato | Posizione | Risultato       | Posizione       | Risultato       | Posizione       |
| ---------------- | -------------- | --------- | --------- | --------------- | --------------- | --------------- | --------------- |
| Sara Kuivisto    | 800 m          | 2'00"15   | 4ª q      | 1'59"41         | 6ª              | Non qualificata | Non qualificata |
| Sara Kuivisto    | 1500 m         | 4'04"10   | 11ª Q     | 4'02"35         | 7ª              | Non qualificata | Non qualificata |
| Reetta Hurske    | 100 m ostacoli | 13"10     | 29ª       | Non qualificata | Non qualificata | Non qualificata | Non qualificata |
| Annimari Korte   | 100 m ostacoli | 13"16     | 26ª       | Non qualificata | Non qualificata | Non qualificata | Non qualificata |
| Viivi Lehikoinen | 400 m ostacoli | 55"67     | 21ª       | Non qualificata | Non qualificata | Non qualificata | Non qualificata |

Eventi su campo
| Atleta           | Evento              | Qualificazione | Qualificazione | Finale          | Finale          |
| Atleta           | Evento              | Risultato      | Posizione      | Risultato       | Posizione       |
| ---------------- | ------------------- | -------------- | -------------- | --------------- | --------------- |
| Ella Junnila     | Salto in alto       | 1,86 m         | =22ª           | Non qualificata | Non qualificata |
| Elina Lampela    | Salto con l'asta    | nm             | nm             | Non qualificata | Non qualificata |
| Wilma Murto      | Salto con l'asta    | 4,55 m         | =8ª q          | 4,50 m          | =5ª             |
| Kristiina Mäkelä | Salto triplo        | 14,21 m        | 12ª q          | 14,17 m         | 11ª             |
| Senni Salminen   | Salto triplo        | 14,20 m        | 13             | Non qualificata | Non qualificata |
| Silja Kosonen    | Lancio del martello | 70,49 m        | 14ª            | Non qualificata | Non qualificata |
| Krista Tervo     | Lancio del martello | nm             | nm             | Non qualificata | Non qualificata |

Eventi multipli
| Atleta           | Evento    | 100 ost.   | Alto       | Peso        | 200 m     | Lungo      | Giav.       | 800 m       | Punteggio totale | Pos. |
| ---------------- | --------- | ---------- | ---------- | ----------- | --------- | ---------- | ----------- | ----------- | ---------------- | ---- |
| Maria Huntington | Eptathlon | 13"20 1094 | 1,80 m 978 | 12,49 m 694 | 24"50 933 | 6,10 m 880 | 42,91 m 723 | 2'19"28 833 | 6135             | 17ª  |

### Badminton
| Atleta         | Evento           | Girone                  | Girone                  | Girone               | Girone | Ottavi               | Quarti               | Semifinale           | Finale               | Finale |
| Atleta         | Evento           | Avversario Punteggio    | Avversario Punteggio    | Avversario Punteggio | Pos.   | Avversario Punteggio | Avversario Punteggio | Avversario Punteggio | Avversario Punteggio | Pos.   |
| -------------- | ---------------- | ----------------------- | ----------------------- | -------------------- | ------ | -------------------- | -------------------- | -------------------- | -------------------- | ------ |
| Kalle Koljonen | Singolo maschile | Wraber V (21–13, 21–17) | Axelsen P (9–21, 13–21) | N.D.                 | 2º     | Non qualificato      | Non qualificato      | Non qualificato      | Non qualificato      | 15º    |

### Equitazione

#### Dressage
| Atleta       | Cavallo   | Evento      | Grand Prix | Grand Prix | Grand Prix Special | Grand Prix Special | Grand Prix Freestyle | Grand Prix Freestyle | Grand Prix Freestyle | Grand Prix Freestyle |
| Atleta       | Cavallo   | Evento      | Punteggio  | Classifica | Punteggio          | Classifica         | Tecnico              | Artistico            | Totale               | Classifica           |
| ------------ | --------- | ----------- | ---------- | ---------- | ------------------ | ------------------ | -------------------- | -------------------- | -------------------- | -------------------- |
| Henri Ruoste | Kontestro | Individuale | 64,674     | 52º        | N.D.               | N.D.               | Non qualificato      | Non qualificato      | Non qualificato      | Non qualificato      |

### Golf
| Atleta          | Torneo    | Round 1   | Round 2   | Round 3   | Round 4   | Totale    | Totale | Totale    |
| Atleta          | Torneo    | Punteggio | Punteggio | Punteggio | Punteggio | Punteggio | Par    | Posizione |
| --------------- | --------- | --------- | --------- | --------- | --------- | --------- | ------ | --------- |
| Kalle Samooja   | Maschile  | 75        | 68        | 70        | 67        | 280       | −4     | =45º      |
| Sami Välimäki   | Maschile  | 70        | 70        | 68        | 67        | 275       | −9     | =27º      |
| Matilda Castren | Femminile | 68        | 70        | 68        | 70        | 276       | −8     | =18ª      |
| Sanna Nuutinen  | Femminile | 70        | 68        | 69        | 70        | 277       | −7     | 20ª       |

### Lotta
Greco-romana
| Atleta          | Evento | Ottavi               | Quarti               | Semifinali           | Ripescaggio            | Finale                           | Pos. |
| Atleta          | Evento | Avversario Risultato | Avversario Risultato | Avversario Risultato | Avversario Risultato   | Avversario Risultato             | Pos. |
| --------------- | ------ | -------------------- | -------------------- | -------------------- | ---------------------- | -------------------------------- | ---- |
| Arvi Savolainen | 97 kg  | Rosillo V 3-1VPO1    | Aleksanyan P 1-5VPO1 | Non qualificato      | Dzhuzupbekov V 4-1VPO1 | Finale 3º posto Saravi P 2-9VPO1 | 5º   |
| Elias Kuosmanen | 130 kg | Kajaia P 0–9VFA      | Non qualificato      | Non qualificato      | Semënov P 0–11VSU      | Non qualificato                  | 16º  |

### Nuoto
Uomini
| Atleta              | Evento             | Batterie | Batterie  | Semifinali      | Semifinali      | Finale          | Finale          |
| Atleta              | Evento             | Tempo    | Posizione | Tempo           | Posizione       | Tempo           | Posizione       |
| ------------------- | ------------------ | -------- | --------- | --------------- | --------------- | --------------- | --------------- |
| Ari-Pekka Liukkonen | 50 m stile libero  | 22"25    | =26º      | Non qualificato | Non qualificato | Non qualificato | Non qualificato |
| Ari-Pekka Liukkonen | 100 m stile libero | 50"48    | 46º       | Non qualificato | Non qualificato | Non qualificato | Non qualificato |
| Matti Mattsson      | 100 m rana         | 1'00"02  | 21º       | Non qualificato | Non qualificato | Non qualificato | Non qualificato |
| Matti Mattsson      | 200 m rana         | 2'08"44  | 3º Q      | 2'08"22         | 5º Q            | 2'07"13         |                 |

Donne
| Atleta           | Evento             | Batterie | Batterie  | Semifinali      | Semifinali      | Finale          | Finale          |
| Atleta           | Evento             | Tempo    | Posizione | Tempo           | Posizione       | Tempo           | Posizione       |
| ---------------- | ------------------ | -------- | --------- | --------------- | --------------- | --------------- | --------------- |
| Fanny Teijonsalo | 50 m stile libero  | 24"77    | 17ª Q     | 24"91           | 15ª             | Non qualificata | Non qualificata |
| Fanny Teijonsalo | 100 m stile libero | 54"69    | 23ª       | Non qualificata | Non qualificata | Non qualificata | Non qualificata |
| Mimosa Jallow    | 100 m dorso        | 1'00"06  | 17ª       | Non qualificata | Non qualificata | Non qualificata | Non qualificata |
| Ida Hulkko       | 100 m rana         | 1'06"19  | 7ª Q      | 1'07"02         | 12ª             | Non qualificata | Non qualificata |

### Pugilato
| Atleta        | Evento                 | 16-esimi             | Ottavi               | Quarti               | Semifinali           | Finale               | Pos. |
| Atleta        | Evento                 | Avversario Punteggio | Avversario Punteggio | Avversario Punteggio | Avversario Punteggio | Avversario Punteggio | Pos. |
| ------------- | ---------------------- | -------------------- | -------------------- | -------------------- | -------------------- | -------------------- | ---- |
| Mira Potkonen | Pesi leggeri femminile | Hamadouche V 3-1     | Oh Y-j V 4-1         | Yıldız V 3-2         | Ferreira P 0-5       | Non qualificata      |      |

### Skateboard
| Atleta         | Evento         | Qualificazione | Qualificazione | Finale          | Finale          |
| Atleta         | Evento         | Punteggio      | Pos.           | Punteggio       | Pos.            |
| -------------- | -------------- | -------------- | -------------- | --------------- | --------------- |
| Lizzie Armanto | Park femminile | 30,01          | 14ª            | Non qualificata | Non qualificata |

### Tiro a segno/volo
| Atleta              | Evento         | Qualificazione | Qualificazione | Finale          | Finale          |
| Atleta              | Evento         | Punteggio      | Classifica     | Punteggio       | Classifica      |
| ------------------- | -------------- | -------------- | -------------- | --------------- | --------------- |
| Eetu Kallioinen     | Skeet maschile | 123            | 3º Q           | 36              | 4º              |
| Lari Pesonen        | Skeet maschile | 114            | 28º            | Non qualificato | Non qualificato |
| Satu Mäkelä-Nummela | Trap femminile | 113            | 24ª            | Non qualificata | Non qualificata |

### Tiro con l'arco
| Atleta         | Evento               | Classificazione | Classificazione | 32-esimi             | 16-esimi             | Ottavi               | Quarti               | Semifinali           | Finale               | Pos.            |
| Atleta         | Evento               | Punteggio       | Pos.            | Avversario Punteggio | Avversario Punteggio | Avversario Punteggio | Avversario Punteggio | Avversario Punteggio | Avversario Punteggio | Pos.            |
| -------------- | -------------------- | --------------- | --------------- | -------------------- | -------------------- | -------------------- | -------------------- | -------------------- | -------------------- | --------------- |
| Antti Vikström | Individuale maschile | 649             | 45º             | Mohamad P 5–6        | Non qualificato      | Non qualificato      | Non qualificato      | Non qualificato      | Non qualificato      | Non qualificato |

### Vela
| Atleta                        | Evento          | Regata | Regata | Regata | Regata | Regata | Regata | Regata | Regata | Regata | Regata | Regata | Regata | Regata | Punteggio Totale | Punteggio Netto | Classifica |
| Atleta                        | Evento          | 1      | 2      | 3      | 4      | 5      | 6      | 7      | 8      | 9      | 10     | 11     | 12     | M      | Punteggio Totale | Punteggio Netto | Classifica |
| ----------------------------- | --------------- | ------ | ------ | ------ | ------ | ------ | ------ | ------ | ------ | ------ | ------ | ------ | ------ | ------ | ---------------- | --------------- | ---------- |
| Tuuli Petäjä-Sirén            | RS:X femminile  | 11     | 15     | 18     | 6      | 11     | 13     | 10     | 11     | 12     | 22     | 12     | 11     | EL     | 152              | 130             | 14ª        |
| Kaarle Tapper                 | Laser maschile  | 2      | 3      | 14     | 11     | 8      | 29     | 36     | 8      | 6      | 12     | N.D.   | N.D.   | 16     | 145              | 109             | 9º         |
| Tuula Tenkanen                | Laser femminile | 9      | 6      | 14     | 33     | 5      | 3      | 6      | 3      | 32     | 9      | N.D.   | N.D.   | 8      | 128              | 95              | 5ª         |
| Akseli Keskinen Sinem Kurtbay | Nacra 17 misto  | 16     | 9      | 19     | 13     | 14     | 9      | 18     | 8      | 12     | 11     | 9      | 12     | EL     | 150              | 131             | 13ª        |